# Atletiek op de Olympische Zomerspelen 2020 – 4×400 meter mannen
De 4×400 meter voor mannen  op de Olympische Zomerspelen 2020 vond plaats op vrijdag 6 en zaterdag 7 augustus 2021 in het  Olympisch Stadion. De wedstrijd werd gewonnen door het Amerikaanse estafetteteam dat hiermee de olympische titel wist te prolongeren. Het Nederlandse team won de zilveren medaille met een nationaal record en het team van Botswana behaalde de bronzen medaille.

## Records
Voorafgaand aan het toernooi waren dit het wereldrecord en het olympisch record.
| Wereldrecord     | Verenigde Staten Andrew Valmon Quincy Watts Butch Reynolds Michael Johnson  | 2.54,29 | Stuttgart | 22 augustus 1993 |
| Olympisch record | Verenigde Staten LaShawn Merritt Angelo Taylor David Neville Jeremy Wariner | 2.55,39 | Peking    | 23 augustus 2008 |

## Resultaten

### Series
De drie snelsten van elke serie kwalificeerden zich direct voor de finale (Q). Van de overgebleven teams kwalificeerden de twee tijdsnelsten zich ook voor de finale (q).

#### Serie 1
| Rang | Baan | Land | Atleten                                                            | Reactie | Tijd    | Bijz. |
| ---- | ---- | ---- | ------------------------------------------------------------------ | ------- | ------- | ----- |
| 1    | 7    | USA  | Trevor Stewart, Randolph Ross, Bryce Deadmon, Vernon Norwood       | 0,180   | 2.57,77 | Q, SB |
| 2    | 9    | BOT  | Isaac Makwala, Baboloki Thebe, Zibane Ngozi, Bayapo Ndori          | 0,200   | 2.58,33 | Q, AR |
| 3    | 3    | TTO  | Machel Cedenio, Deon Lendore, Jereem Richards, Dwight St. Hillaire | 0,193   | 2.58,60 | Q, SB |
| 4    | 4    | ITA  | Alessandro Sibilio, Vladimir Aceti, Edoardo Scotti, Davide Re      | 0,144   | 2.58,91 | q, NR |
| 5    | 2    | NED  | Jochem Dobber, Terrence Agard, Tony van Diepen, Ramsey Angela      | 0,178   | 2.59,06 | q, NR |
| 6    | 5    | GBR  | Cameron Chalmers, Joe Brier, Lee Thompson, Michael Ohioze          | 0,245   | 3.03,29 | SB    |
| 7    | 6    | CZE  | Patrik Šorm, Pavel Maslák, Michal Desenský, Vít Müller             | 0,169   | 3.03,61 |       |
| 8    | 8    | GER  | Marvin Schlegel, Luke Campbell, Jean Paul Bredau, Manuel Sanders   | 0,197   | 3.03,62 |       |

#### Serie 2
| Rang | Baan | Land | Atleten                                                                          | Reactie | Tijd    | Bijz. |
| ---- | ---- | ---- | -------------------------------------------------------------------------------- | ------- | ------- | ----- |
| 1    | 8    | POL  | Dariusz Kowaluk, Karol Zalewski, Jakub Krzewina, Kajetan Duszyński               | 0,160   | 2.58,55 | Q, SB |
| 2    | 4    | JAM  | Demish Gaye, Jaheel Hyde, Karayme Bartley, Nathon Allen                          | 0,188   | 2.59,29 | Q, SB |
| 3    | 6    | BEL  | Alexander Doom, Jonathan Sacoor, Dylan Borlée, Jonathan Borlée                   | 0,148   | 2.59,37 | Q, SB |
| 4    | 2    | IND  | Muhammed Anas Yahiya, Noah Nirmal Tom, Amoj Jacob, Arokia Rajiv                  | 0,138   | 3.00,25 | AR    |
| 5    | 7    | JPN  | Rikuya Itō, Kaito Kawabata, Kentarō Satō, Aoto Suzuki                            | 0,143   | 3.00,76 | =NR   |
| 6    | 5    | FRA  | Thomas Jordier, Muhammad Abdallah Kounta, Ludovic Ouceni, Gilles Biron           | 0,166   | 3.00,81 | PB    |
| 7    | 9    | RSA  | Lythe Pillay, Zakithi Nene, Ranti Dikgale, Thapelo Phora                         | 0,151   | 3.01,18 | SB    |
| 8    | 3    | COL  | Jhon Alejandro Perlaza, Diego Palomeque, Raúl Mena Pedroza, Jhon Alexander Solís | 0,164   | 3.03,20 | SB    |

### Finale
| Rang   | Baan | Land | Atleten                                                                | Reactie | Tijd    | Bijz. |
| ------ | ---- | ---- | ---------------------------------------------------------------------- | ------- | ------- | ----- |
| Goud   | 4    | USA  | Michael Cherry, Michael Norman, Bryce Deadmon, Rai Benjamin            | 0,185   | 2.55,70 | SB    |
| Zilver | 2    | NED  | Liemarvin Bonevacia, Terrence Agard, Tony van Diepen, Ramsey Angela    | 0,176   | 2.57,18 | NR    |
| Brons  | 7    | BOT  | Isaac Makwala, Baboloki Thebe, Zibane Ngozi, Bayapo Ndori              | 0,212   | 2.57,27 | AR    |
| 4      | 9    | BEL  | Alexander Doom, Jonathan Sacoor, Dylan Borlée, Kevin Borlée            | 0,149   | 2.57,88 | NR    |
| 5      | 6    | POL  | Dariusz Kowaluk, Karol Zalewski, Mateusz Rzeźniczak, Kajetan Duszyński | 0,157   | 2.58,46 | SB    |
| 6      | 5    | JAM  | Demish Gaye, Christopher Taylor, Jaheel Hyde, Nathon Allen             | 0,195   | 2.58,76 | SB    |
| 7      | 3    | ITA  | Davide Re, Vladimir Aceti, Edoardo Scotti, Alessandro Sibilio          | 0,161   | 2.58,81 | NR    |
| 8      | 8    | TTO  | Deon Lendore, Jereem Richards, Dwight St. Hillaire, Machel Cedenio     | 0,179   | 3.00,85 |       |

1912: Sheppard, Lindberg, Meredith, Reidpath ·
1920: Griffiths, Lindsay, Ainsworth-Davis, Butler ·
1924: Cochran, Helffrich, MacDonald, Stevenson ·
1928: Baird, Alderman, Spencer, Barbuti ·
1932: Fuqua, Ablowich, Warner, Carr ·
1936: Wolff, Rampling, Roberts, Brown ·
1948: Harnden, Bourland, Cochran, Whitfield ·
1952: Wint, Laing, McKenley, Rhoden ·
1956: Jenkins, Jones, Mashburn, Courtney ·
1960: Yerman, Young, G. Davis, O. Davis ·
1964: Cassell, Larrabee, Williams, Carr ·
1968: Matthews, Freeman, James, Evans ·
1972: Asati, Nyamau, Ouko, Sang ·
1976: Frazier, Brown, Newhouse, Parks ·
1980: Valiulis, Linge, Tsjernetski, Markin ·
1984: Nix, Armstead, Babers, McKay ·
1988: Everett, Lewis, Robinzine, Reynolds ·
1992: Valmon, Watts, Johnson, Lewis ·
1996: Harrison, Smith, Mills, Maybank ·
2000: Bada, Chukwu, Monye, Udo-Obong  ·
2004: Harris, Brew, Wariner, Williamson ·
2008: Merritt, Taylor, Neville, Wariner ·
2012: Brown, Pinder, Mathieu, Miller ·
2016: Hall, McQuay, Roberts, Merritt ·
2020: Cherry, Norman, Deadmon, Benjamin ·
2024: Bailey, Norwood, Deadmon, Benjamin